# Lưu Tuấn (nhà Minh)
Lưu Tuấn (chữ Hán: 劉儁  hay 劉俊 , ? – 1408) hay Lưu Tuyển (劉雋) , tự Tử Sĩ, người huyện Giang Lăng , quan viên nhà Minh, tử trận khi trấn áp nhà Hậu Trần tại Việt Nam.

## Cuộc đời và sự nghiệp
Năm Hồng Vũ thứ 18 (1385), Tuấn trúng tiến sĩ tam giáp đệ 12 danh. Nhận chức Binh bộ chủ sự, làm đến Lang trung. Tuấn gặp việc thì phân tích rõ ràng mà quyết đoán thi hành, nên được Minh Thái Tổ xem trọng. Năm thứ 28 (1395), được thăng làm Hữu thị lang. Thời Kiến Văn đế, làm Thị trung.
Thành Tổ lên ngôi, được tiến Thượng thư. Năm Vĩnh Lạc thứ 4 (1406), nhà Minh tấn công nhà Hồ, lấy Tuấn làm Tham tán quân vụ. Tuấn làm người kín đáo, siêng năng, trong quân góp kế bàn mưu có công, sau khi trở về được hậu thưởng. Chưa được lâu, Hậu Trần Giản Định đế nổi dậy, Tuấn lại đi làm Tham tán quân vụ cho Mộc Thạnh. Mùa đông năm thứ 6 (1408), Thạnh bị quân Hậu Trần đánh bại ở sông Thanh Quyết . Tuấn hành quân đến hải khẩu Đại An , gặp gió lớn, trời đất tối tăm, vừa đi vừa đánh, bị quân Hậu Trần vây bủa, tự thắt cổ mà chết .
Tháng 3 ÂL năm Hồng Hi đầu tiên (1425), đế cho rằng Tuấn bất khuất mà chết, hữu tư không nhắc, thành ra chưa được thưởng tuất xứng đáng, nên ban sắc trách mắng lễ quan. Được ban lễ Tứ tế, tặng Thái tử thiếu phó, thụy là Tiết Mẫn. Con trai là Khuê được nhận chức Cấp sự trung.